# Live in Las Vegas (álbum de Macy Gray)
Live in Las Vegas é o primeiro álbum ao vivo da cantora americana de R&B e Soul Macy Gray, lançado em CD+DVD no ano de 2005. Foi gravado durante uma apresentação na House of Blues em Las Vegas, Nevada em 2004.

## Faixas

### Disco 1
1. "Sex-O-Matic Venus Freak" – 7:18
2. "When I See You Again" – 3:52
3. "Relating to a Psychopath" – 3:49
4. "Don't Come Around" – 2:55
5. "Caligula" – 7:42
6. "Why Didn't You Call Me" – 3:42
7. "Things That Made Me Change" – 6:36
8. "Hey Young World Part 2" – 5:05
9. "I've Committed Murder" – 5:30
10. "Do Something" – 3:45

### Disco 2
1. "Demons" – 5:51
2. "Sexual Revolution" – 5:59
3. "Oblivion" – 3:50
4. "I Try" – 8:14
5. "Sweet Baby" – 5:22
6. "She Ain't Right for You" – 4:38
7. "I Can't Wait to Meetchu" – 4:13
8. "The Letter" – 6:55